# Thuế thu nhập cá nhân
Thuế thu nhập cá nhân là một sắc thuế trực thu đánh trên thu nhập do cá nhân kiếm được và ngày càng trở nên một bộ phận quan trọng trong các khoản thu ngân sách tại Việt Nam.
1. Người nộp thuế: cá nhân cư trú và cá nhân không cư trú tại Việt Nam. 
  - Cá nhân cư trú: phải nộp thuế cho các khoản thu nhập phát sinh trong và ngoài lãnh thổ Việt Nam.
  - Cá nhân không cư trú: chỉ phải nộp thuế cho các khoản thu nhập phát sinh tại Việt Nam
2. Thu nhập chịu thuế: Hiên nay Chính phủ Việt Nam đánh thuế thu nhập cá nhập trên 6 khoản thu nhập:
  1. Thu nhập từ kinh doanh
  2. Thu nhập từ tiền lương, tiền công
  3. Thu nhập từ đầu tư vốn
  4. Thu nhập từ chuyển nhượng vốn
  5. Thu nhập từ chuyển nhượng bất động sản
  6. Thu nhập từ trúng thưởng
  7. Thu nhập từ bản quyền
  8. Thu nhập từ nhượng quyền thương mại
  9. Thu nhập từ nhận thừa kế
  10. Thu nhập từ nhận quà tặng
3. Căn cứ tính thuế: Thu nhập tính thuế cho từng loại thu nhập và thuế suất tương ứng
4. Giảm thuế thu nhập cá nhân: Theo Luật Thuế thu nhập cá nhân năm 2007[2] do Quốc hội thông qua, trong một số trường hợp, pháp luật sẽ giảm thuế thu nhập cá nhân cho người nộp thuế nếu như người nộp thuế gặp khó khăn do thiên tai, hoả hoạn, tai nạn, bệnh hiểm nghèo ảnh hưởng đến khả năng nộp thuế.
5. Giảm trừ gia cảnh: Có thể hiểu việc giảm trừ gia cảnh là số tiền được trừ vào thu nhập chịu thuế trước khi tính thuế thu nhập cá nhân. Hiện nay, việc giảm trừ gia cảnh được áp dụng với thu nhập từ kinh doanh, tiền lương, tiền công.

Ngày 02/6/2020, Ủy ban Thường vụ của Quốc hội đã ban hành Nghị quyết 954/2020/UBTVQH14 quy định mức giảm trừ gia cảnh hiện nay. Theo đó, tại thời điểm hiện nay, mức giảm trừ gia cảnh đối với đối tượng nộp thuế là 11.000.000 đồng mỗi tháng. Đối với người phụ thuộc là 4.400.000 đồng mỗi tháng.